# Enes
Enes (Ennes) foi um oficial bizantino de origem isaura do século VI, ativo sob o imperador Justiniano (r. 527–565) ativo no Reino Ostrogótico durante o conflito com o Império Bizantino.

## Vida
Enes era irmão de Tarmuto. Em 535, foi líder dos 300 isauros enviados ao Ocidente sob Belisário para reconquistar a Itália. Esteve presente no Cerco de Nápoles no final de 536, quando foi enviado com Magno com uma pequena força para penetrar as defesas da cidade através de um aqueduto. Uma vez dentro, mataram os guardas nas duas torres sobre a muralha e fizeram o sinal para Belisário começar o assalto que resultou na captura da cidade. Em 537, estava em Roma durante o cerco gótico. No verão, durante as lutas fora dos muros, foi enviado com alguns cavaleiros para auxiliar seu irmão, que estavam sendo muito pressionado pelos inimigos. Na primavera de 538, Belisário enviou mil soldados isauros e trácios para Mediolano sob o comando de Mundilas. No regimento, Enes foi incumbido com o subcomando dos isauros e Paulo dos trácios. Quando ocorreu o cerco godo-burgúndio da cidade, os oficiais estavam em Mediolano com um total de 300 homens. A cidade se rendeu na primavera de 539, Mundilas e Paulo foram capturados e o destino de Enes é desconhecido.